# Isabel Cademartori
Isabel Andrea Cademartori Dujisin (* 9. Januar 1988 in Bad Saarow-Pieskow) ist eine deutsche Politikerin (SPD). Sie ist seit 2021 Mitglied des Deutschen Bundestages als direkt gewählte Abgeordnete des Wahlkreises Mannheim.

## Leben
Cademartoris Großvater, der Wirtschafts- und Politikwissenschaftler José Cademartori (1930–2024), war Mitglied der Kommunistischen Partei Chiles, von 1957 bis 1973 vier Mal Abgeordneter im chilenischen Parlament und unter Salvador Allende zwischen dem 5. Juli 1973 und dem 11. September kurzzeitig Minister für Wirtschaft, Entwicklung und Wiederaufbau. Nach dem Putsch in Chile 1973 durch Augusto Pinochet war José Cademartori drei Jahre in Gefangenschaft. Die Familie floh aus Südamerika und kam über Venezuela und Kuba in die DDR.
Cademartori wurde in Bad Saarow-Pieskow (Brandenburg) geboren. Ihre Eltern hatten sich während des Studiums an der Universität Leipzig kennengelernt. Noch vor dem Mauerfall und nach der Volksabstimmung in Chile, die das Ende der Augusto-Pinochet-Diktatur besiegelte, zog die Familie 1989 in das Herkunftsland des Vaters und lebte fortan in Santiago de Chile, wo sie die Deutsche Schule besuchte. Infolge der Scheidung ihrer Eltern kehrte sie im Jahr 2000 gemeinsam mit ihrer Mutter und ihrem Bruder nach Deutschland zurück und wohnte in Hannover. Nach einem Auslandsjahr in Südafrika (2004/2005) absolvierte sie 2007 das Abitur an der Sophienschule Hannover. Sie schloss an der Universität Mannheim ihr Studium der Betriebswirtschaftslehre als Bachelor of Science ab. Danach erwarb sie, ebenfalls in Mannheim, in Wirtschaftspädagogik den Master of Science. Nach dem Examen arbeitete sie ab 2014 als wissenschaftliche Mitarbeiterin und Dozentin am Lehrstuhl für Wirtschaftspädagogik an der Universität Mannheim und zuletzt beim baden-württembergischen Landtag. Cademartori war 2019 bis 2020 Doktorandin und Promotionsstipendiatin der Friedrich-Ebert-Stiftung.
Cademartori ist ledig und wohnt in Mannheim. Sie hat zwei Geschwister und besitzt neben der deutschen auch die chilenische Staatsbürgerschaft.

## Politischer Werdegang und Positionen
Ab 2012 engagiert sie sich als Bezirksbeirätin in der Innenstadt und im Stadtteil Jungbusch, im Mannheimer SPD-Kreisverband. Auf Landesebene war sie stellvertretende Vorsitzende der baden-württembergischen Jusos. Mit den Kommunalwahlen 2019 errang sie ein Mandat als Stadträtin in Mannheim, wo sie zur "Sprecherin für Stadtentwicklung und Mobilität" gewählt wurde und ab Dezember 2020 den stellvertretenden Vorsitz der SPD-Gemeinderatsfraktion innehatte. Aufgrund ihrer späteren bundespolitischen Aufgaben, legte sie im September 2022 ihr kommunales Mandat nieder.
Sie ist Mitglied im Landesvorstand der SPD Baden-Württemberg. Bereits im Oktober 2020 wurde sie Bundestagskandidatin der SPD für Mannheim. Bei der Bundestagswahl 2021 gewann Cademartori das Direktmandat im Wahlkreis Mannheim (275) mit 26,35 Prozent zu 22,53 Prozent der Erststimmen gegen die Erstunterlegene Melis Sekmen (Bündnis 90/Die Grünen). Im 20. Deutschen Bundestag war sie ordentliches Mitglied im Verkehrsausschuss sowie stellvertretendes Mitglied im Gesundheitsausschuss und dem Ausschuss für Wohnen, Stadtentwicklung, Bauwesen und Kommunen. Im September 2023 wurde Cademartori zur verkehrspolitischen Sprecherin der SPD-Bundestagsfraktion gewählt und löste in der Mitte der Legislaturperiode damit Dorothee Martin ab. Sie ist Mitglied des Seeheimer Kreises.
Cademartori zeigte sich während des Ukrainekriegs einer Laufzeitverlängerung der bestehenden Kernkraftwerke gegenüber offen. Im Mai 2024 sprach sie sich für die Anerkennung Palästinas als Staat durch Deutschland nach dem Beispiel anderer EU-Staaten aus.
Bei der Bundestagswahl 2025 gelang ihr über Platz 9 der Landesliste der SPD Baden-Württemberg der Wiedereinzug in den Deutschen Bundestag. In der 21. Wahlperiode ist Cademartori ordentliches Mitglied im Verkehrsausschuss und stellvertretendes Mitglied im Auswärtigen Ausschuss. Außerdem wurde sie erneut zur Sprecherin der Arbeitsgruppe Verkehr ihrer Fraktion gewählt.

## Auszeichnungen
Im Jahr 2023 und 2024 wurde Cademartori in die Liste der 40 bedeutendsten Talente unter 40 des Wirtschaftsmagazins Capital gewählt. Capital zeichnet alljährlich die ambitioniertesten Hoffnungsträger aus Wirtschaft, Politik und Gesellschaft aus.